# Cheil Worldwide
Cheil Worldwide est une société de marketing, filiale du Groupe Samsung, qui propose des services de publicité, de gestions des relations publiques, de marketing client, sportif, numérique, etc. Elle est créée en 1973, et est basée à Séoul, en Corée du Sud.
Il s'agit de la plus grande agence de publicité du pays, de la dix-neuvième plus grande au monde en revenus en 2018 et du quatorzième réseau d'agences de création au monde. Ses principaux clients sont Samsung, Absolut, Adidas, Coca-Cola, GE, General Motors, Lego, Microsoft, Nestlé et Shell. Elle compte 53 bureaux répartis sur les 5 continents.

## Histoire
La société est créée en 1973 par Lee Byung-chul – qui avait aussi fondé le Groupe Samsung – sous le nom de Cheil Communications. Elle mène les premières enquêtes nationales sur le mode de vie en Corée en 1977, et change son nom pour Cheil Worldwide en 2008.
Cheil Worldwide a ouvert sa première branche internationale à Tokyo en 1988, et établit Cheil USA quatre ans plus tard. À partir de la fin des années 2000, elle commence à racheter des participations dans des agences étrangères. Elle acquiert une participation dans l'agence londonienne Beattie McGuinness Bungay en 2008, et dans la boutique numérique basée à New York, The Barbarian Group en 2009. Afin de s'implanter davantage aux États-Unis et en Chine, Cheil achète deux agences supplémentaires en 2012, McKinney puis Bravo Asia.
En janvier 2019, elle ouvre un bureau à Buenos Aires, en Argentine, augmentant l'empreinte mondiale de la société à un total de 44 pays. En mai 2019, Cheil compte 53 bureaux et 9 affiliés dans 44 pays.
En novembre 2014, elle annonce qu'elle a signé un accord pour acquérir un investissement initial important dans l'agence britannique Iris Worldwdide . L'accord pourra potentiellement atteindre 100 % de l'activité . En 2016, elle rachète Founded, une agence créative avec des bureaux à Londres et à San Francisco.
En décembre 2017, le vice-président exécutif Jeongkeun Yoo est nommé président-directeur général après la démission de Daiki Lim.
En juin 2020, Cheil Worldwide annonce l'achat de ColourData, une société d'analyse de données sur les réseaux sociaux basée en Chine. L'agence a déclaré que l'acquisition contribue à renforcer ses compétences en marketing axées sur l'analyse de données.

## Actionnaires
Principaux actionnaires au 7 novembre 2020 :
| Samsung Electronics                    | 25,2% |
| Cheil Worldwide                        | 12,0% |
| Service National des Pensions de Corée | 11,7% |
| Samsung Card                           | 3,04% |
| Matthews International                 | 2,98% |
| Hakuhodo                               | 2,83% |
| The Vanguard Group                     | 1,82% |
| APG SGA                                | 1,29% |
| William Blair Investment               | 1,04% |
| Swedbank                               | 0,93% |

## Prix et récompenses
Le travail de Cheil pour Tesco Homeplus a remporté un Grand-prix et quatre médailles d'or au Festival international de la créativité Cannes Lions en 2011  et la Campagne numérique de l'année au Sud par Southwest Interactive (SXSWI) en 2012. Même après un an de lancement de la campagne, la publication de l'industrie AdAge a salué le travail de Homeplus comme "celui qui a un impact durable que vous ne voyez pas avec de nombreuses autres campagnes célèbres".
Un éventail plus large d'œuvres de Cheil a été reconnu en 2012. Les prix gagnés incluent 12 Lions de Cannes dont 3 Or  et 1 Grand Prix aux Spikes Asia  dans lequel Simon Hong, Directeur Créatif Exécutif de Cheil, a présenté une session de séminaire sur "Rien ne devient jamais réel jusqu'à ce qu'il soit expérimenté". Il a discuté de l'expérience de la marque pour les consommateurs et de l'importance de la créativité et de la technologie. Plus tôt dans la même année, Cheil s'est associé au groupe K-Pop 2NE1 pour organiser un séminaire aux Cannes Lions . La session portait sur la façon dont la technologie numérique a conduit la « vague coréenne »; comment la K-pop envahit le monde grâce aux médias numériques et sociaux; et ce que cela signifie pour la publicité.
En 2013, The Barbarian Group, agence digitale américaine rachetée par Cheil en 2009, a remporté un Grand Prix de l'Innovation aux Cannes Lions. Ajoutant à la liste des récompenses, le Pont de la Vie a remporté un Grand Prix CLIO pour les Relations Publiques  et deux Or et un Titane aux Lions de Cannes. Aux Cannes Lions 2013, Cheil UK a remporté une médaille d'or et deux de bronze pour la campagne We are David Bailey ; Free the Forced du bureau allemand a ramassé un Or, un Argent et quatre Bronze. Plus tard en 2013, à l' Eurobest, Simon Hathaway et Daniele Fiandaca de Cheil ont parlé de l'émergence du marketing client et de ce que le reste du monde peut apprendre sur le domaine en Corée du Sud.
Cheil a de nouveau pris la parole lors du séminaire Cannes Lions en juin 2014, avec un conférencier invité de Samsung Electronics . Le séminaire a abordé la manière dont l'ère du mobile a fondamentalement changé la façon dont nous vivons nos vies et comment elle a changé les entreprises qui doivent commercialiser leurs produits et services auprès de cette génération de mobiles en évolution rapide.
En 2015, Cheil a remporté 10 Lions de Cannes dont 1 or, 3 argent et 1 bronze pour la campagne Look At Me. La campagne Look at Me a également remporté 2 Grand Prix aux Spikes Asia. Peter Kim, Chief Digital Officer de Cheil, s'est entretenu avec le public lors du séminaire des Cannes Lions et a fourni dix idées sur les choses qui vont changer dans les médias sociaux au cours de la prochaine décennie.
En 2016, Cheil Worldwide Spain a remporté une campagne or et une bronze pour Blind Cap aux Cannes Lions. En outre, Cheil et le conférencier invité de KT ont attiré l'attention sur l'énorme changement que l'Internet des objets apportera au marketing - se diversifiant en expériences de marque totalement individualisées et indépendantes pour chaque consommateur.
En 2017, iris Worldwide a remporté une médaille d'argent et quatre de bronze pour la campagne Adidas Glitch aux Cannes Lions. Cheil a organisé deux séminaires en partenariat avec CJ E&M. Lors de la première session, avec le célèbre producteur de télévision sud-coréen Yungsuk Nah et l'acteur Seojin Lee, Cheil a parlé du "pouvoir de l'ennui" qui se déroule largement au-delà des émissions de télévision dans d'autres domaines tels que la publicité, le cinéma et les jeux. Lors de la deuxième session, avec YG Entertainment USA, Cheil a partagé ses idées sur la montée en puissance de KPOP et du mode de vie KPOP.